# Marianne Schech
Marianne Schech (ur. 18 stycznia 1914 w Geitau, zm. 22 maja 1999) – niemiecka śpiewaczka operowa, sopran.

## Życiorys
Studia muzyczne odbyła w Monachium. Zadebiutowała jako śpiewaczka operowa w 1937 roku w Koblencji rolą Marty w Nizinach Eugena d’Alberta. W kolejnych latach występowała w operach w Monachium (1939–1941), Düsseldorfie (1941–1944) i Dreźnie (1944–1951). Od 1945 roku związana była na stałe z zespołem monachijskiej Bayersiche Staatsoper, w 1956 roku otrzymała tytuł Kammersängerin. W 1957 roku debiutowała na deskach Metropolitan Opera w Nowym Jorku, wykonując partię Zyglindy w Walkirii. W 1970 roku zakończyła karierę sceniczną i poświęciła się pracy pedagogicznej.
Wykonywała role m.in. Marszałkowej w Kawalerze srebrnej róży, Chryzotemis w Elektrze, Farbiarki w Kobiecie bez cienia, Senty w Holendrze tułaczu, Elzy w Lohengrinie, Wenus w Tannhäuserze, Donny Anny w Don Giovannim.